# Officine di Cittadella
Le Officine di Cittadella sono state un'azienda italiana di ristrutturazione, manutenzione e costruzione di rotabili ferroviari e militari oggi incorporata nel gruppo Firema e ubicate nell'omonima cittadina dell'alta padovana.

## Storia
L'azienda nacque nel 1946 con lo scopo di procedere alla ricostruzione e alla manutenzione dei rotabili ferroviari sia merci che viaggiatori e alla manutenzione dei mezzi corazzati dell Esercito Italiano.
Dopo gli anni settanta iniziò ad assumere commesse anche per la progettazione e costruzione di carrozze per medie distanze, carrozze Gran Comfort e carrozze ristorante. La loro attività si estese anche alla manutenzione e riparazione di elettromotrici di alcune ferrovie concesse e delle FS arrivando a comprendere anche la ristrutturazione degli elettrotreni ETR 220 e delle locomotive E.646. Negli ultimi anni di attività entrarono in produzione prototipi tranviari a piano ribassato e carri speciali per le FS. Negli anni ottanta, con la diminuzione progressiva delle commesse FS, iniziò il periodo di crisi che portò all'assorbimento delle officine da parte della Stanga. Nel 1993 infine vennero incorporate ambedue nel gruppo Firema.